# Кубок Европейской конфедерации волейбола среди женщин 2021/2022
42-й розыгрыш Кубка Европейской конфедерации волейбола (ЕКВ) среди женщин проходил с 16 ноября 2021 по 22 марта 2022 года с участием 31 клубной команды из 19 стран-членов Европейской конфедерации волейбола. Победителем турнира по 2-й раз в своей истории стала турецкая команда «Эджзаджибаши» (Стамбул).

## Система квалификации
24 места в Кубке Европейской конфедерации волейбола 2021/2022 были распределены по рейтингу ЕКВ на сезон 2021/2022, учитывающему результаты выступлений клубных команд стран-членов ЕКВ в Кубке ЕКВ и Кубке вызова ЕКВ на протяжении трёх сезонов (2017/2018—2019/2020). Согласно ему места в розыгрыше получили клубы 14 стран:Турция, Италия, Россия (все по 1 команде, так как в основной турнир Лиги чемпионов 2022 эти страны имели возможность напрямую заявить по 3 представителя), Франция, Чехия, Швейцария, Венгрия, Румыния, Бельгия, Германия, Греция, Словения, Финляндия (все по 2 команды),Босния и Герцеговина (1 команда). От заявки отказались Финляндия, а также один из двух представителей Швейцарии, Румынии и Словении. По одному вакантному месту предоставлено России, Сербии, Польше и Португалии. Ещё одно места в розыгрыше осталось незанятым.
Также в розыгрыш Кубка включены 8 команд, не прошедших квалификацию Лиги чемпионов 2021/2022.

## Команды-участницы
Не квалифицировавшиеся в Лигу чемпионов
| Страна               | Команда                      |  |
| -------------------- | ---------------------------- |  |
| Беларусь             | «Минчанка» (Минск)           |  |
| Словения             | «Кальцит» (Камник)           |  |
| Швейцария            | «Витеос-НУК» (Невшатель)     |  |
| Босния и Герцеговина | «Бимал-Единство» (Брчко)     |  |
| Хорватия             | «Младост» (Загреб)           |  |
| Бельгия              | «Астерикс-Аво» (Беверен)     |  |
| Испания              | «Гран-Канария» (Лас-Пальмас) |  |
| Греция               | «Олимпиакос» (Пирей)         |  |

Заявленные непосредственно в Кубок ЕКВ
| Страна               | Команда                                |                                                                     |
| -------------------- | -------------------------------------- | ------------------------------------------------------------------- |
| Франция              | «Нант» (Нант)                          | 3-й призёр чемпионата Франции 2021                                  |
| Франция              | «Волеро Ле-Канне» (Ле-Канне)           | 4-я команда по итогам чемпионата Франции 2021                       |
| Турция               | «Эджзаджибаши» (Стамбул)               | 4-я команда по итогам чемпионата Турции 2021                        |
| Чехия                | «Олимп» (Прага)                        | 2-й призёр чемпионата Чехии 2021                                    |
| Чехия                | «Оломоуц» (Оломоуц)                    | 3-й призёр чемпионата Чехии 2021                                    |
| Швейцария            | «Дюдинген» (Дюдинген)                  | 2-й призёр чемпионата Швейцарии 2021                                |
| Венгрия              | «Светельски-БРШЕ» (Бекешчаба)          | 2-й призёр чемпионата Венгрии 2021                                  |
| Венгрия              | «Вашаш-Обуда» (Будапешт)               | 3-й призёр чемпионата Венгрии 2021                                  |
| Румыния              | «Альба-Блаж» (Блаж)                    | Чемпион Румынии 2021                                                |
| Бельгия              | «Гент Дам» (Гент)                      | 3-й призёр чемпионата Бельгии 2021                                  |
| Бельгия              | «Аудегем» (Дендермонде)                | 4-я команда по итогам чемпионата Бельгии 2021                       |
| Германия             | «Альянц-МТВ» (Штутгарт)                | 2-й призёр чемпионата Германии 2021                                 |
| Германия             | «Шверинер-Палмберг» (Шверин)           | 3-й призёр чемпионата Германии 2021                                 |
| Италия               | «Унет-Ямамай» (Бусто-Арсицио)          | 4-я команда по итогам предварительного этапа чемпионата Италии 2021 |
| Россия               | «Уралочка-НТМК» (Свердловская область) | 4-я команда по итогам чемпионата России 2021                        |
| Россия               | «Протон» (Саратов)                     | 6-я команда по итогам чемпионата России 2021                        |
| Греция               | «Тирас» (Тира)                         | 2-й призёр чемпионата Греции 2020                                   |
| Греция               | ПАОК (Салоники)                        | 5-я команда по итогам чемпионата Греции 2020                        |
| Словения             | «Нова-КБМ-Браник» (Марибор)            | 2-й призёр чемпионата Словении 2021                                 |
| Босния и Герцеговина | «Баня-Лука Воллей» (Баня-Лука)         | 2-й призёр чемпионата Боснии и Герцеговины 2021                     |
| Польша               | ЛКС (Лодзь)                            | 3-й призёр чемпионата Польши 2021                                   |
| Сербия               | «Железничар» (Лайковац)                | победитель розыгрыша Кубка Сербии 2021                              |
| Португалия           | АЖМ (Порту)                            | Чемпион Португалии 2021                                             |

## Система проведения розыгрыша
В розыгрыше приняла участие 31 команда, из которых 8 — выбывшие из квалификационного раунда Лиги чемпионов. На всех стадиях турнира применялась система плей-офф, то есть команды делились на пары и проводили между собой по два матча с разъездами. Победителем пары выходила команда, одержавшая две победы. В случае равенства побед победителем становилась команда, набравшая в рамках двухматчевой серии большее количество очков (за победу 3:0 и 3:1 даётся 3 очка, за победу 3:2 — 2 очка, за поражение 2:3 — 1, за поражение 1:3 и 0:3 очки не начисляются). Если обе команды при этом набирали одинаковое количество очков, то назначался дополнительный («золотой») сет, победивший в котором выходил в следующий раунд соревнований.

## 1/16 финала
16-17/ 23-25.11.2021
 «Астерикс-Аво» (Беверен) —  ПАОК (Салоники)
17 ноября. 0:3 (22:25, 15:25, 19:25).
24 ноября. 2:3 (25:16, 25:14, 16:25, 18:25, 14:16).
 «Вашаш-Обуда» (Будапешт) —  «Альба-Блаж» (Блаж)
17 ноября. 1:3 (15:25, 23:25, 25:17, 19:25).
24 ноября. 0:3 (19:25, 18:25, 21:25).
 «Минчанка» (Минск) —  «Волеро Ле-Канне» (Ле-Канне)
16 ноября. 2:3 (21:25, 17:25, 25:16, 25:21, 10:15).
25 ноября. 1:3 (26:28, 28:26, 17:25, 26:28).
 «Бимал-Единство» (Брчко) —  «Оломоуц»
16 ноября. 1:3 (23:25, 23:25, 25:18, 21:25).
24 ноября. 0:3 (20:25, 19:25, 18:25).
 «Протон» (Саратов) —  «Уралочка-НТМК» (Свердловская обл.)
17 ноября. 1:3 (24:26, 18:25, 25:23, 14:25).
24 ноября. 2:3 (22:25, 19:25, 25:22, 25:22, 10:15).
 «Тирас» (Тира) —  «Аудегем» (Дендермонде)
17 ноября. 3:0 (25:23, 25:20, 25:16).
24 ноября. 0:3 (технический результат).
 «Кальцит» (Камник) —  «Витеос-НУК» (Невшатель) 
17 ноября. 3:2 (25:20, 25:27, 25:22, 23:25, 15:10).
24 ноября. 3:1 (25:17, 21:25, 25:21, 25:21).
 «Железничар» (Лайковац) —  «Эджзаджибаши» (Стамбул)
17 ноября. 0:3 (26:28, 17:25, 17:25).
24 ноября. 0:3 (16:25, 21:25, 13:25).
 «Гран-Канария» (Лас-Пальмас) —  «Нова-КБМ-Браник» (Марибор) 
17 ноября. 3:1 (25:14, 25:19, 19:25, 25:11).
24 ноября. 2:3 (21:25, 25:17, 27:25, 15:25, 20:22).
 ЛКС (Лодзь) —  «Светельски-БРШЕ» (Бекешчаба) 
16 ноября. 3:1 (25:23, 25:15, 23:25, 25:19).
24 ноября. 3:1 (16:25, 25:23, 25:18, 27:25).
 «Младост» (Загреб) —  «Баня-Лука Воллей» (Баня-Лука) 
16 ноября. 3:0 (25:21, 25:17, 25:12).
24 ноября. 3:0 (25:16, 25:11, 25:18).
 «Олимп» (Прага) —  «Дюдинген»
17 ноября. 0:3 (24:26, 14:25, 16:25).
23 ноября. 1:3 (23:25, 25:23, 19:25, 21:25).
 «Гент Дам» (Гент) —  «Унет-Ямамай» (Бусто-Арсицио)
17 ноября. 1:3 (18:25, 22:25, 25:21, 19:25).
24 ноября. 0:3 (16:25, 14:25, 17:25).
 «Альянц-МТВ» (Штутгарт)
Свободен от игр
 АЖМ (Порту) —  «Олимпиакос» (Пирей) 
16 ноября. 3:0 (25:21, 25:18, 25:17).
24 ноября. 2:3 (14:25, 25:22, 19:25, 25:22, 19:21).
 «Шверинер-Палмберг» (Шверин) —  «Нант»
17 ноября. 3:1 (25:10, 22:25, 27:25, 25:14).
23 ноября. 3:2 (25:14, 25:22, 23:25, 24:26, 15:13).

## 1/8 финала
7-8/ 14-16.12.2021
 ПАОК (Салоники) —  «Альба-Блаж» (Блаж)
8 декабря. 1:3 (22:25, 25:22, 18:25, 24:26).
14 декабря. 0:3 (11:25, 20:25, 19:25).
 «Волеро Ле-Канне» (Ле-Канне) —  «Оломоуц»
7 декабря. 3:0 (25:20, 30:28, 25:20).
15 декабря. 3:0 (25:21, 25:20, 25:18).
 «Уралочка-НТМК» (Свердловская обл.) —  «Аудегем» (Дендермонде) 
14 декабря. 3:0 (25:16, 25:15, 25:16).
15 декабря. 3:0 (25:20, 25:10, 25:20). Оба матча прошли в Нижнем Тагиле.
 «Кальцит» (Камник) —  «Эджзаджибаши» (Стамбул)
8 декабря. 0:3 (23:25, 17:25, 15:25).
16 декабря. 0:3 (19:25, 17:25, 23:25).
 ЛКС (Лодзь) —  «Гран-Канария» (Лас-Пальмас) 
14 декабря. 3:0 (25:14, 25:19, 25:16).
15 декабря. 3:0 (25:23, 25:17, 25:23). Оба матча прошли в Лодзе.
 «Младост» (Загреб) —  «Дюдинген» 
Отказ «Дюдингена».
 «Унет-Ямамай» (Бусто-Арсицио) —  «Альянц-МТВ» (Штутгарт)
8 декабря. 3:0 (29:27, 25:19, 25:23).
15 декабря. 1:3 (19:25, 18:25, 25:21, 19:25). «Золотой» сет — 14:16.
 АЖМ (Порту) —  «Шверинер-Палмберг» (Шверин)
7 декабря. 0:3 (19:25, 12:25, 24:26).
14 декабря. 1:3 (24:26, 25:23, 16:25, 19:25).

## Четвертьфинал
«Альба-Блаж» (Блаж) —  «Волеро Ле-Канне» (Ле-Канне)
25 января. 3:0 (25:19, 25:13, 25:16).
15 февраля. 3:2 (27:25, 25:16, 22:25, 17:25, 15:12).
 «Эджзаджибаши» (Стамбул) —  «Уралочка-НТМК» (Свердловская обл.)
25 января. 3:0 (25:19, 25:19, 25:21).
26 января. 2:3 (25:17, 24:26, 31:29, 19:25, 6:15). Оба матча прошли в Стамбуле.
 ЛКС (Лодзь) —  «Младост» (Загреб)
26 января. 2:3 (29:31, 21:25, 25:14, 25:17, 8:15).
1 февраля. 3:2 (27:29, 25:21, 25:14, 20:25, 15:9). «Золотой» сет — 11:15.
 «Шверинер-Палмберг» (Шверин) —  «Альянц-МТВ» (Штутгарт)
3 февраля. 0:3 (технический результат).
9 февраля. 1:3 (19:25, 12:25, 25:21, 21:25).

## Полуфинал
23.02/ 1.03.2022
 «Альба-Блаж» (Блаж) —  «Эджзаджибаши» (Стамбул)
23 февраля. 0:3 (21:25, 22:25, 19:25).
1 марта. 0:3 (15:25, 18:25, 19:25).
 «Младост» (Загреб) —  «Альянц-МТВ» (Штутгарт)
23 февраля. 1:3 (18:25, 25:21, 15:25, 22:25).
1 марта. 0:3 (16:25, 13:25, 10:25).

## Финал

### 1-й матч
| 15 марта 2022 | \| «Эджзаджибаши» (Стамбул) \| 3:1 cev.eu \| «Альянц-МТВ» (Штутгарт) \| \| Маккензи Адамс (12) Лаура Хейрман (7) Майя Огненович (3) Ханде Баладын (7) Бейза Арыджи (7) Тияна Бошкович (34) Симге-Шебнем Акёз (либеро) Зейнеп Палабийик (либеро) Гёзде Йылмаз Салиха Шахин (2) Фатма Йылдырым \| Голы \| Илка ван де Вивер(2) Мария Сегура (5) Элине Тиммерман (13) Тара Сезар (7) Симон Ли (16) Джульет Лохёйс (4) Рооса Коскело (либеро) Юлия Новицкая (1) Эстер Яспер Лара Бергер (2) Мира Тодорова (4) \| | Стамбул «Eczacibasi Spor Salonu» 1200 зрителей |
| Счёт по партиям — 25:19, 22:25, 25:20, 25:17. Время матча — 1 час 46 минут. Судьи: Магдалена Невяровская, Джордже Стеванович.                                                                                     | | |
| «Эджзаджибаши» (Стамбул) | 3:1 cev.eu | «Альянц-МТВ» (Штутгарт) |
| Маккензи Адамс (12) Лаура Хейрман (7) Майя Огненович (3) Ханде Баладын (7) Бейза Арыджи (7) Тияна Бошкович (34) Симге-Шебнем Акёз (либеро) Зейнеп Палабийик (либеро) Гёзде Йылмаз Салиха Шахин (2) Фатма Йылдырым | Голы | Илка ван де Вивер(2) Мария Сегура (5) Элине Тиммерман (13) Тара Сезар (7) Симон Ли (16) Джульет Лохёйс (4) Рооса Коскело (либеро) Юлия Новицкая (1) Эстер Яспер Лара Бергер (2) Мира Тодорова (4) |

### 2-й матч
| 22 марта 2022 | \| «Альянц-МТВ» (Штутгарт) \| 1:3 cev.eu \| «Эджзаджибаши» (Стамбул) \| \| Илка ван де Вивер(1) Мария Сегура (2) Элине Тиммерман (10) Кристал Риверс (13) Симон Ли (10) Мира Тодорова Рооса Коскело (либеро) Юлия Новицкая (2) Эстер Яспер (5) Джульет Лохёйс (4) Тара Сесар (14) Лара Бергер (1) \| Голы \| Лаура Хейрман (8) Майя Огненович (4) Ханде Баладын (7) Бейза Арыджи (10) Тияна Бошкович (27) Маккензи Адамс (9) Симге-Шебнем Акёз (либеро) Гёзде Йылмаз Фатма Йылдырым Салиха Шахин (7) \| | Штутгарт «Scharrena Stuttgart» 2250 зрителей |
| Счёт по партиям — 18:25, 21:25, 25:18, 24:26. Время матча — 1 час 47 минут. Судьи: Доминга Лот, Роман Маршнер. | | |
| «Альянц-МТВ» (Штутгарт) | 1:3 cev.eu | «Эджзаджибаши» (Стамбул) |
| Илка ван де Вивер(1) Мария Сегура (2) Элине Тиммерман (10) Кристал Риверс (13) Симон Ли (10) Мира Тодорова Рооса Коскело (либеро) Юлия Новицкая (2) Эстер Яспер (5) Джульет Лохёйс (4) Тара Сесар (14) Лара Бергер (1) | Голы | Лаура Хейрман (8) Майя Огненович (4) Ханде Баладын (7) Бейза Арыджи (10) Тияна Бошкович (27) Маккензи Адамс (9) Симге-Шебнем Акёз (либеро) Гёзде Йылмаз Фатма Йылдырым Салиха Шахин (7) |

### MVP
Лучшим игроком финальной серии признана связующая «Эджзаджибаши» Майя Огненович.

## Призёры
«Эджзаджибаши» (Стамбул): Симге-Шебнем Акёз, Тияна Бошкович, Бейза Арыджи, Мерве Атлыэр, Салиха Шахин, Ханде Баладын, Майя Огненович, Зейнеп Палабийик, Элиф Шахин, Маккензи Адамс, Гёзде Йылмаз, Лаура Хейрман, Фатма Йылдырым, Селин Арыфоглу. Главный тренер — Ферхат Акбаш.
  «Альянц-МТВ» (Штутгарт): Рооса Коскело, Юлия Новицкая, Мария Сегура Пальерес, Джульет Лохёйс, Эстер Яспер, Илка ван де Вивер, Элине Тиммерман, Симон Ли, Мира Тодорова, Ханна Кон, Кристал Риверс, Хелена Дорнхайм, Лара Бергер, Тара Сесар. Главный тренер — Торе Александерсен.